# La vuelta de Martín Fierro
La vuelta de Martin Fierro es un libro gauchesco argentino, escrito en verso por José Hernández en 1879. Constituye la secuela de El Gaucho Martín Fierro, escrito en 1872. Ambos libros han sido considerados como libro nacional de la Argentina, bajo el título genérico de Martín Fierro. En La vuelta, Martín Fierro, quien se había mostrado rebelde en la primera parte y convertido en gaucho matrero (fuera de la ley), aparece más reflexivo y moderado, a la vez que el libro se vuelca a la historia de sus hijos.

## Explicación
En tanto que la primera parte, El Gaucho Martín Fierro, había terminado con Fierro y su compañero Cruz huyendo al desierto para vivir con los "indios", la segunda parte comienza con el relato de ellos dos viviendo en las tolderías de los territorios indígenas de la región pampeana. Allí Cruz muere de viruela y Martín Fierro conoce a la "Cautiva", una mujer criolla que había sido tomada por los indígenas. Finalmente Martín Fierro se enfrenta con uno de los "indios" que lo hospedaba, matándolo y regresando al territorio «civilizado» con la Cautiva, a quien deja en una estancia para seguir su camino solo. En una pulpería encuentra a sus hijos, al hijo de Cruz, y al hermano del gaucho negro que asesinara en la primera parte, con quien mantendrá una famosa payada de contrapunto.
Entre los momentos más destacados y conocidos de «La vuelta» se encuentran, además de la payada con el negro, los consejos inmorales del Viejo Viscacha y los famosos consejos de Fierro a sus hijos y al de su amigo Cruz. También aquí se encuentra, probablemente, la estrofa más conocida de ambos libros:

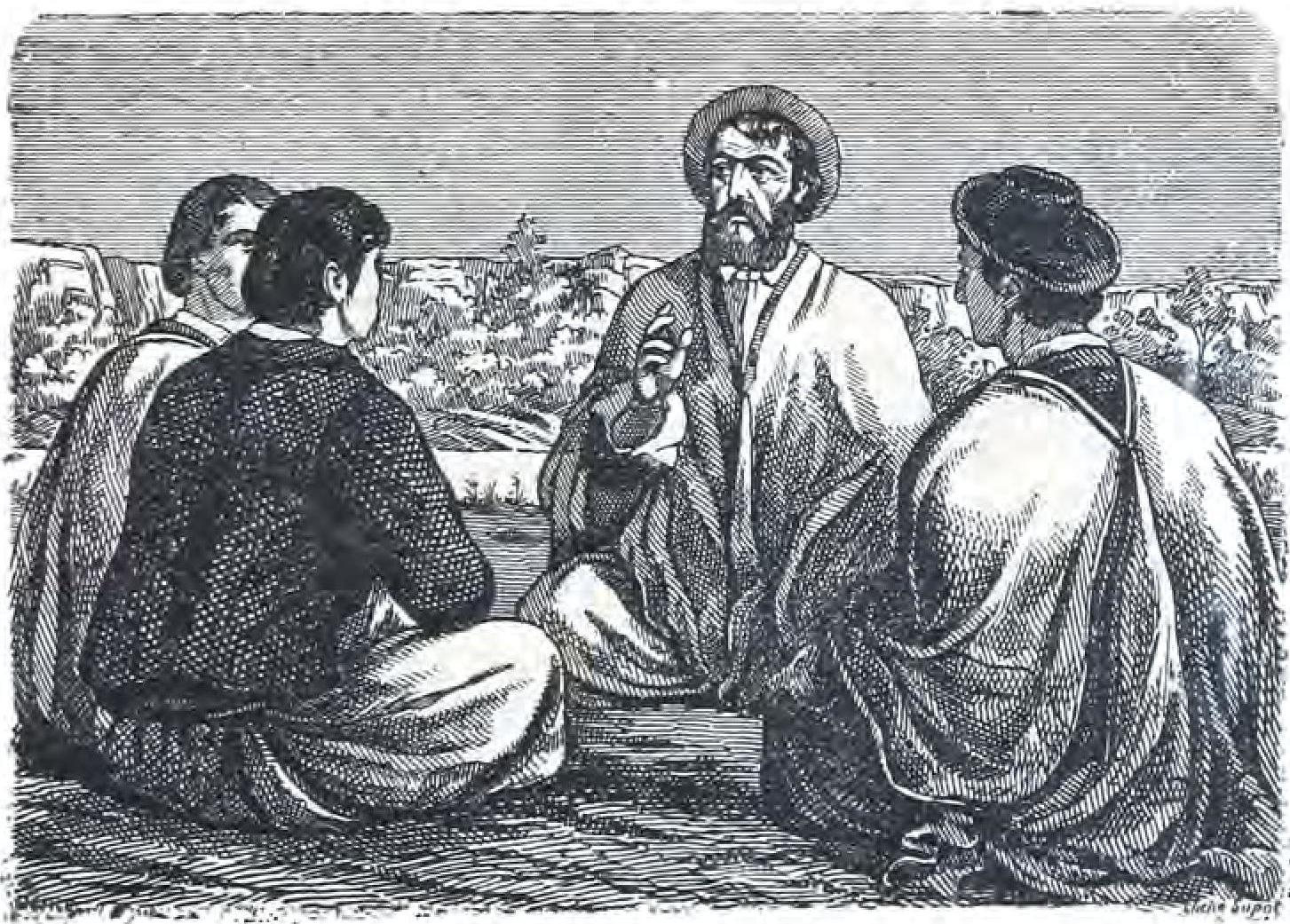
Martín Fierro dando consejos a sus hijos. Ilustración de Carlos Clérice (1879)

Los hermanos sean unidos
porque ésa es la ley primera,
tengan unión verdadera,
en cualquier tiempo que sea,
porque si entre ellos pelean
los devoran los de ajuera.
José Hernández, La vuelta de Martín Fierro, v. 4695.

Finalmente, los cuatro reencontrados deciden cambiarse sus propios nombres y separarse.

## Composición
La segunda parte se compone de 33 cantos divididos en 4894 versos.

## Análisis
Los numerosos análisis del Martín Fierro han destacado tanto las diferencias psicológicas del personaje como los cambios del propio José Hernández entre los siete años que van de la publicación de "la ida" y "la vuelta" de Martín Fierro.
En cuanto al personaje del gaucho Martín Fierro, en la primera parte, luego de haber sido reclutado por la fuerza, aquel rompió completamente con la "civilización", asesinando a un negro y a otro gaucho, enfrentándose con la policía y finalmente excluyéndose totalmente de la sociedad premoderna de la Argentina de entonces, para irse a vivir con los nativos de la pampa. En la segunda parte, en cambio, Martín Fierro parece revalorizar una sociedad en transformación (en ese momento el país iniciaba su modernización capitalista y el ingreso de millones de inmigrantes provenientes mayoritariamente de Italia), haber superado su rebeldía rupturista y orientarse más hacia el futuro de sus hijos.

## Versión cinematográfica
En 1974 se estrenó la película La vuelta de Martín Fierro, dirigida por Enrique Dawi.